# Skovhøgeurt
Skovhøgeurt (Hieracium murorum), ofte skrevet skov-høgeurt, er en 30-80 centimeter høj plante i kurvblomst-familien. Planten har bladroset og ingen eller blot 1-2 stængelblade.

## Beskrivelse
Skovhøgeurt er en flerårig urt med mælkesaft. Den har tandet-fligede, ægformede til aflangt ovale rosetblade og ingen eller højst to mindre stængelblade. Rosetbladene har normalt et par bagudrettede tænder nær stilken. De gule, tungeformede blomster sidder i kurve i topagtige stande. Kurvenes svøbblade er taglagte og stærkt kirtelhårede. Fnokken er hårformet.
Skovhøgeurt kan formere sig uden forudgående befrugtning ved apomixis, således at der kan fremkomme en række småarter, der kun adskiller sig fra hinanden ved små forskelle. Skovhøgeurt kaldes derfor for en samleart.

## Udbredelse i Danmark
I Danmark findes arten hist og her i løvskove, parker, på vej- og jernbaneskrænter. Den blomstrer i maj til juli.